# Vanrhynsdorp
Vanrhynsdorp è una cittadina sudafricana situata nella municipalità distrettuale di West Coast nella provincia del Capo Occidentale.

## Geografia fisica
Il piccolo centro abitato sorge al limitare del Nama Karoo, un'area semidesertica con una vegetazione succulenta, a circa 260 chilometri a nord di Città del Capo.